# Каябатё (станция)
Станция Каябатё (яп. 茅場町駅 каябатё: эки) — железнодорожная станция на линях Тодзай и Хибия расположенная в специальном районе Тюо, Токио. Станция обозначена номером H-13 на линии Хибия и номером T-11 на линии Тодзай. В окрестностях станции расположена Токийская фондовая биржа. На станции установлены автоматические платформенные ворота.

## Планировка станции
Одна платформа островного типа, две платформы бокового типа и 4 пути.
| 1 | ○ Линия Хибия  | Гиндза, Нака-Магуро, Кикуна                 |
| 2 | ○ Линия Хибия  | Уэно, Кита-Сэндзю, Тобу-Добуцукоэн          |
| 3 | ○ Линия Тодзай | Тоётё, Ниси-Фунабаси, Цуданума, Тоё-Кацудай |
| 4 | ○ Линия Тодзай | Отэмати, Такаданобаба, Накано, Митака       |

## Близлежащие станции
| «            |              | Линия        |                | »              |
| Линия Тодзай | Линия Тодзай | Линия Тодзай | Линия Тодзай   | Линия Тодзай   |
| ------------ | ------------ | ------------ | -------------- | -------------- |
| Нихонбаси    | Нихонбаси    | -            | Мондзэн-Накатё | Мондзэн-Накатё |
| Линия Хибия  |              |              |                |                |
| Хаттёбори    | Хаттёбори    | -            | Нингётё        | Нингётё        |

## Галерея

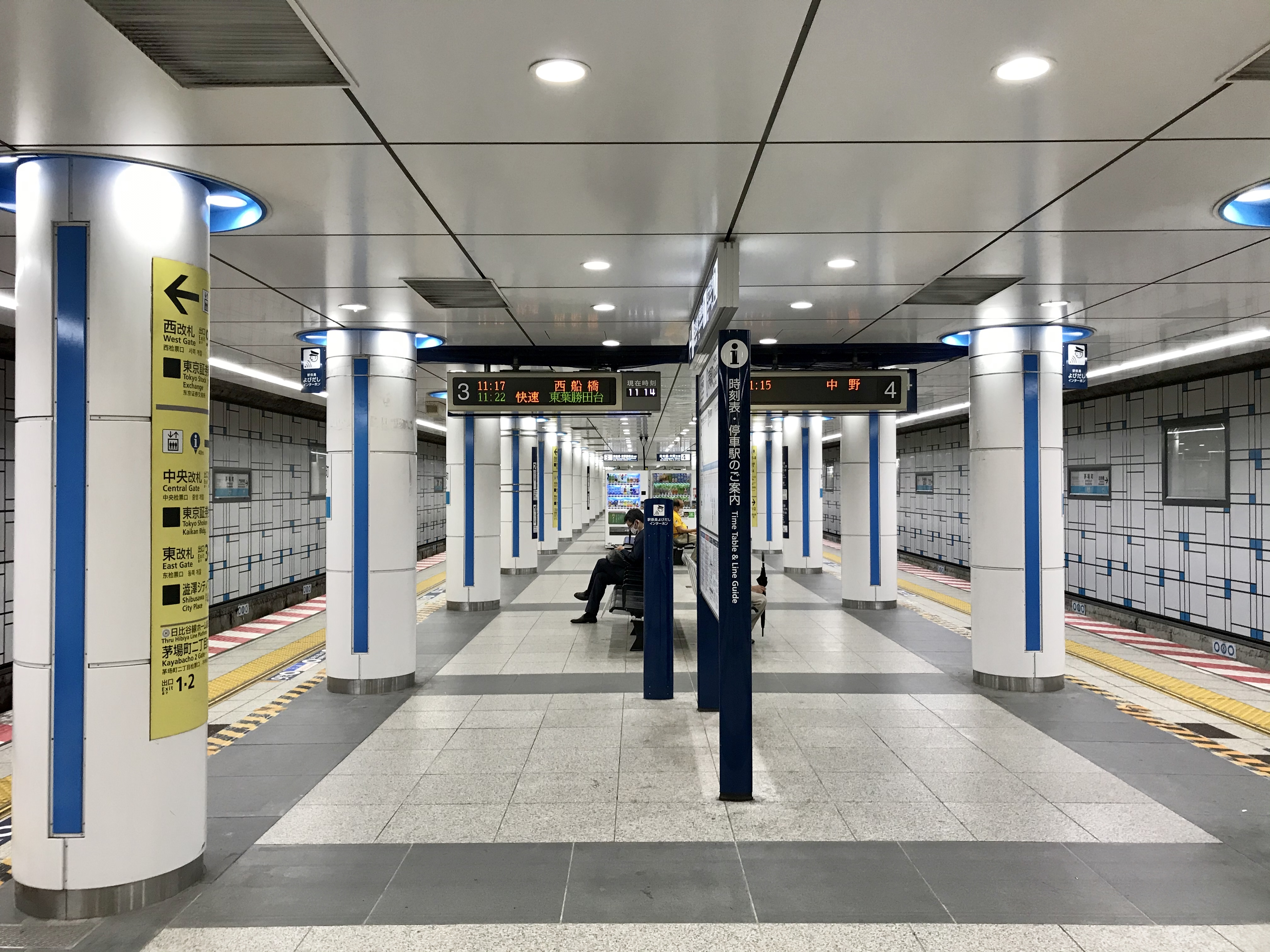
Платформа линии Тодзай